# Дэбрэ-Маркос
Дэ́брэ-Ма́ркос (амх. ደብረ ማርቆስ) — город в Эфиопии, в регионе Амхара. Получил название в честь главного православного храма, построенного здесь в 1869 году. До 1995 года был административным центром провинции Годжам.

## История
В ХΙΧ веке в Дэбрэ-Маркос располагалась столица негуса Текле Хайманот. Население города в те годы очень колебалось, в зависимости от местонахождения негуса. При нём, население города увеличивалось до 20 000 жителей. При отсутствии его в столице, количество населения снижалось до 5000 жителей.
В 1926 году дворец негуса был реконструирован сыном Текле Хайманота в стиле европейских зданий после поездки его вместе с Хайле Селассие в Европу. К 1935 году в городе располагались почта, телеграф, телефонная связь. 

## География
Город расположен на севере центральной части страны, на высоте 2446 м над уровнем моря.

## Климат
| Показатель                    | Янв. | Фев. | Март | Апр. | Май  | Июнь | Июль | Авг. | Сен. | Окт. | Нояб. | Дек. | Год  |
| ----------------------------- | ---- | ---- | ---- | ---- | ---- | ---- | ---- | ---- | ---- | ---- | ----- | ---- | ---- |
| Средний суточный максимум, °C | 23,6 | 24,5 | 25,1 | 24,8 | 24,1 | 20,8 | 19,0 | 18,9 | 20,0 | 21,4 | 22,4  | 22,9 | 22,3 |
| Средняя температура, °C       | 15,9 | 16,9 | 17,9 | 17,8 | 17,6 | 15,2 | 14,5 | 14,5 | 14,8 | 15,1 | 15,3  | 15,4 | 15,9 |
| Средний суточный минимум, °C  | 8,1  | 9,3  | 10,7 | 10,8 | 11,1 | 9,7  | 10,0 | 10,1 | 9,5  | 8,9  | 8,1   | 7,9  | 9,5  |
| Норма осадков, мм             | 12   | 20   | 49   | 61   | 98   | 158  | 309  | 303  | 198  | 77   | 22    | 14   | 1321 |
| Источник:                     |      |      |      |      |      |      |      |      |      |      |       |      |      |

## Население
По данным Центрального статистического агентства, на 2007 год население Дэбрэ-Маркоса составляет 62 497 человек, из них 29 921 мужчина и 32 576 женщин. 97,03 % населения города являются приверженцами эфиопской православной церкви; 1,7 % населения исповедуют ислам и 1,1 % — протестантизм.
По данным переписи 1994 года население города насчитывало 49 297 человек, из них 22 745 мужчин и 26 552 женщины. Этнический состав на тот период времени был следующим: амхара (97,12 %); тиграи (1,29 %) и оромо (0,67 %); 0,92 % населения были представлены другими народностями. 97,25 % населения исповедовали православие; 1,88 % — ислам и 0,81 % — протестантизм.

## Экономика и транспорт
В городе представлена пищевая и текстильная отрасли, а также производство строительных материалов. Имеется неработающий аэропорт Дэбрэ-Маркос с грунтовыми взлетно-посадочными полосами.
В 2006 году планировалось организовать производство троллейбусов на территории города. Планировалось выделение 43 га земли в черте города, организовано совместное ООО «Рус-Афро Троллейбус», первые 2 образца троллейбусов были доставлены из России в Аддис-Абебу. Троллейбусы планировалось собирать для стран Африки и Южной Америки. Однако, производство так и не было организовано.

## Учебные заведения
В 2005 году был основан государственный университет Дебре Маркоса. В настоящее время в составе университета входят колледж социальных наук, колледж естественных наук, колледж бизнеса и экономики, колледж сельского хозяйства, колледж медицинских наук, школа права, школа медицины, институт землеустройства, технологический институт, институт последипломного образования.

## Известные уроженцы
- В Дэбрэ-Маркосе в 1985 году родилась известная бегунья Меселеш Мелкаму, серебряный призер чемпионата мира по лёгкой атлетике.
- В Дэбрэ-Маркосе в 1985 году родилась известная бегунья Сентайеху Эджигу, бронзовый призер чемпионата мира по лёгкой атлетике.
- В Дэбрэ-Маркосе в 1910 году родился будущий министр иностранных дел Эфиопии, классик художественной литературы страны Хаддис Алемайеху[англ.].